# Natta splendidissima
Natta splendidissima är en spindelart som först beskrevs av Lodovico di Caporiacco 1949.  Natta splendidissima ingår i släktet Natta och familjen hoppspindlar. Inga underarter finns listade i Catalogue of Life.